# Magnetar

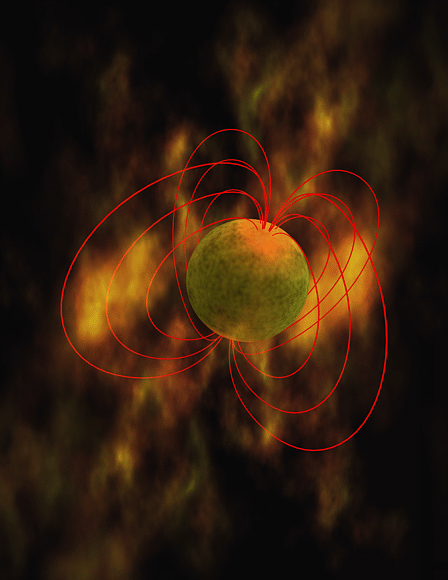
Künstlerische Darstellung eines Magnetars mit Feldlinien

Ein Magnetar ist ein Pulsar (Neutronenstern) mit extrem intensiven Magnetfeldern, die mit 1011 bis 1012 Tesla etwa tausendmal stärker sind als sonst bei Neutronensternen üblich. Schätzungsweise 10 % aller Neutronensterne sind Magnetare.
Sie wurden 1979 durch mehrere Satelliten als die bis dahin stärksten bekannten extrasolaren Gammastrahlenausbrüche entdeckt, bekannt als Soft Gamma Repeater (SGR). Die Magnetar-Theorie für SGRs wurde 1992 von Robert C. Duncan und Christopher Thompson entwickelt. Die Bestätigung besonders hoher Magnetfelder kam 1998 von Chryssa Kouveliotou und Kollegen. 2003 erhielten Duncan, Thompson und Kouveliotou dafür den Bruno-Rossi-Preis.

## Entstehung
Neutronensterne entstehen nach den gängigen Theorien beim Gravitationskollaps von Sternen mit einer Kernmasse von etwa 1,4 bis 3 Sonnenmassen in einer Supernova. Sie haben einen typischen Radius von lediglich etwa 10 bis 15 km und ein extrem starkes Magnetfeld mit einer Flussdichte der Größenordnung 108 Tesla (T). Die hohe Flussdichte ergibt sich auf Grundlage der Gesetze der Elektrodynamik, wonach das Produkt aus Sternquerschnitt und Magnetfeld beim Kollaps des Vorläufersterns konstant bleibt.
Unmittelbar nach dem Kollaps rotieren Neutronensterne aufgrund des Pirouetteneffekts (Drehimpulserhaltung) mit Perioden im Millisekundenbereich, einzelne Konvektionszonen mit 10 ms. Liegt die Rotationsperiode des Gesamtsterns unter 10 ms (und besaß bereits der Vorläuferstern ein relativ starkes Magnetfeld), so entsteht ein Magnetar: ein Dynamo-Effekt setzt ein, der die enorme kinetische Energie der Konvektionswirbel innerhalb von etwa 10 s in Magnetfeldenergie umwandelt. Dabei entsteht ein Magnetfeld, das mit 1011 T ca. tausendmal so stark ist wie das eines gewöhnlichen Neutronensterns. Ist die Rotationsperiode des Gesamtsterns dagegen größer als die der Konvektionszonen oder besaß der Vorläuferstern ein schwaches Magnetfeld, so entsteht ein gewöhnlicher Neutronenstern bzw. Pulsar.
Die Massendichte, die einem derartigen Magnetfeld über seine Energiedichte in Kombination mit der Äquivalenz von Masse und Energie gemäß {\displaystyle E=mc^{2}} zugeordnet werden kann, liegt im Bereich einiger Dutzend Kilogramm pro Kubikmillimeter (kg/mm3). Ein solches Magnetfeld ist so stark, dass es die Struktur des Quantenvakuums verändert, so dass der materiefreie Raum doppelbrechend wird.
Ist die Achse des Magnetfeldes gegen die Rotationsachse geneigt, so wird eine periodische Radiowelle abgestrahlt, deren Leistung typischerweise 108-mal so groß ist wie die gesamte Strahlungsleistung der Sonne. Die dazu erforderliche Energie wird der Rotationsenergie entnommen, die dadurch innerhalb von 10.000 Jahren weitgehend aufgezehrt wird; die Rotationsperiode beträgt dann mehrere Sekunden. Gewöhnliche Pulsare werden erheblich weniger gebremst und rotieren daher deutlich schneller.
Möglicherweise entsteht ein Magnetar durch das Verschmelzen zweier Neutronensterne in einem engen Doppelsternsystem. Der Magnetar bildet sein starkes Magnetfeld danach durch eine schnelle differentielle Rotation als Folge des Verschmelzungsprozesses.

### Beispiel CXOU J164710.2-45516
Am Beispiel des 16.000 Lichtjahre entfernten Magnetars CXOU J164710.2-45516 im Sternhaufen Westerlund 1 im Südsternbild Altar wurde deutlich, wie ein Magnetar aus einem Doppelsternsystem entsteht: Der Vorläuferstern besaß etwa die 40-fache Sonnenmasse. Anfangs umkreisten sich zwei schwere Sterne sehr eng. Der schwerere Stern verbrauchte zuerst seinen Brennstoff und blähte sich auf. Seine Außenschichten gingen auf den masseärmeren Stern über, der immer schneller rotierte, was ihn zum Magnetar-Vorläufer machte. Im Sternenhaufen Westerlund 1 fiel am Begleitstern Westerlund 1-5 neben einer relativ geringen Masse und einer hohen Leuchtkraft die hohe Geschwindigkeit auf, die nach dem Rückstoß einer Supernova zu erwarten ist. Seine chemische Zusammensetzung – neben Wasserstoff und Stickstoff sehr viel Kohlenstoff – ist für Sterne unüblich. Ist der Begleitstern groß genug, gibt er Teile seiner Materie an den ersten Stern zurück und explodiert als Supernova. Der Materietransfer vor dem Ende ist die Bedingung für die Magnetar-Bildung. Dadurch verliert der Vorläuferstern die Masse, die ihn sonst zum Schwarzen Loch macht, stattdessen wird er zum Magnetar. Sein Begleiter wird – wie Westerlund 1-5 – durch die Wucht der Explosion weggeschleudert – mit Teilen der Materie des Nachbarsterns. Dies erklärt seine Zusammensetzung.

## Eigenschaften
Isolierte Neutronensterne, die über keinen Begleiter in einem Doppelsternsystem verfügen, werden zu den Magnetaren gezählt, wenn wenigstens drei der folgenden Eigenschaften beobachtet werden:
- Die Rotationsperiode liegt im Bereich von 1 bis 12 Sekunden.
- Die Abbremsrate der Rotation überschreitet 10−12 s·s−1.
- Eine hohe und veränderliche permanente Röntgenhelligkeit in der Größenordnung von 1025 – 1029 W.
- Emission kurzer Spitzen mit einer Dauer von 0,1 bis 10 Sekunden im Bereich der Röntgen- und Gammastrahlung mit 1027 – 1040 W.

Magnetare strahlen auch in ihren Ruhephasen außerhalb von Strahlungsausbrüchen Röntgenstrahlung mit einer Leuchtkraft von 1027 bis 1029 W ab. Dabei handelt es sich um Wärmestrahlung von der Oberfläche des Neutronensterns unterhalb von 1 keV sowie eine zweite Komponente im Bereich von 10 bis 100 keV, die aber noch nicht bei allen Magnetaren nachgewiesen werden konnte. Die höherenergetische, harte Komponente ist aufgrund der Rotation des Neutronensterns gepulst. Für diese Komponente der Röntgenstrahlung wurden zwei Hypothesen entwickelt:
- Relativistische Partikel bewegen sich entlang der Magnetfeldlinien und schlagen an den magnetischen Polen des Neutronensterns auf. Die beobachtete Röntgenstrahlung wäre in diesem Fall Bremsstrahlung.
- Elektron/Positron-Paare streuen in der Magnetosphäre an Photonen und übertragen ihnen ihre Energie. In diesem Fall müsste die meiste Röntgenstrahlung in einem Abstand von einigen Sternradien oberhalb der magnetischen Pole entstehen.

## Strahlungsausbrüche
Man kennt mehr als ein Dutzend Röntgenquellen in unserer Milchstraße, die als Kandidaten für Magnetare angesehen werden. Diese Objekte zeigen in unregelmäßigen Abständen Gamma- und Röntgen-Ausbrüche mit einer Dauer von wenigen Zehntel Sekunden. In dieser kurzen Zeit wird typischerweise soviel hochenergetische Strahlungsenergie freigesetzt, wie die Sonne in etwa 10.000 Jahren im gesamten Spektrum abstrahlt. Diesem kurzen und extremen Strahlungspuls folgt eine mehrminütige Relaxationsphase, in der die Strahlung abnimmt und dabei periodische Schwankungen im Bereich von mehreren Sekunden aufweist, der Rotationsperiode des Magnetars.
Diesen großen Ausbrüchen folgen in den Stunden bis Jahren danach meist weitere kleinere. Man nennt diese Strahlungsquellen daher auch Soft Gamma Repeater (SGR). Eine statistische Analyse dieser Ausbrüche zeigt eine auffällige Verwandtschaft mit der von Erdbeben. In der Tat nimmt man an, dass es sich dabei um Brüche in der äußeren Kruste des Magnetars handelt, die wie bei allen Neutronensternen aus einem Plasma von Elektronen und kristallin angeordneten Eisen- und anderen Atomkernen besteht. Als Ursache dafür werden Kräfte des Magnetfeldes angesehen, die auf diese feste Kruste einwirken.
Die größeren Ausbrüche führt man auf großräumige Umordnungsprozesse eines instabil gewordenen Magnetfeldes zurück, wie sie sich qualitativ ähnlich auch auf der Sonnenoberfläche ereignen und dort die so genannten Flares erzeugen. Danach würde die beobachtete hochenergetische Strahlung von einem Feuerball aus heißem Plasma auf der Oberfläche des Magnetars ausgesandt, der für einige Zehntel Sekunden durch das starke Magnetfeld lokal gebunden ist, was Feldstärken über 1010 T erfordert. Die Intensität der ausgesandten Strahlung wird auch damit in Verbindung gebracht, dass die Strahlung diesen Feuerball ungehindert durchdringen kann, da das starke Magnetfeld die freien Elektronen daran hindert, mit der elektromagnetischen Welle zu schwingen.
Soft Gamma Repeater und anomale Röntgenpulsare (engl. anomalous X-ray pulsar, AXP) zeigen eine konstante Röntgenstrahlung von 1026 bis 1029 W bei einer Rotationsperiode von 2 bis 12 s. Ihre Rotation verlangsamt sich mit einer Rate von 10−13 bis 10−10. Sporadisch zeigen sie Ausbrüche von Bruchteilen von Sekunden bis zu Minuten mit Energien von 1031 bis 1040 J. Nach den Ausbrüchen bleibt die konstante Röntgenhelligkeit meist für Jahre über dem Ruheniveau.
Man geht davon aus, dass Magnetare nur in den ersten 10.000 Jahren nach ihrer Entstehung solche Ausbrüche zeigen und danach ihre Magnetfelder stabilisiert haben. Der immer noch heiße Neutronenstern strahlt noch einige tausend Jahre als anomaler Röntgenpulsar weiter, bis seine Temperatur dafür nicht mehr ausreicht. Möglicherweise beherbergt die Milchstraße mehrere Millionen solcher unauffälliger Magnetare.

### Mögliche Magnetare als Quelle

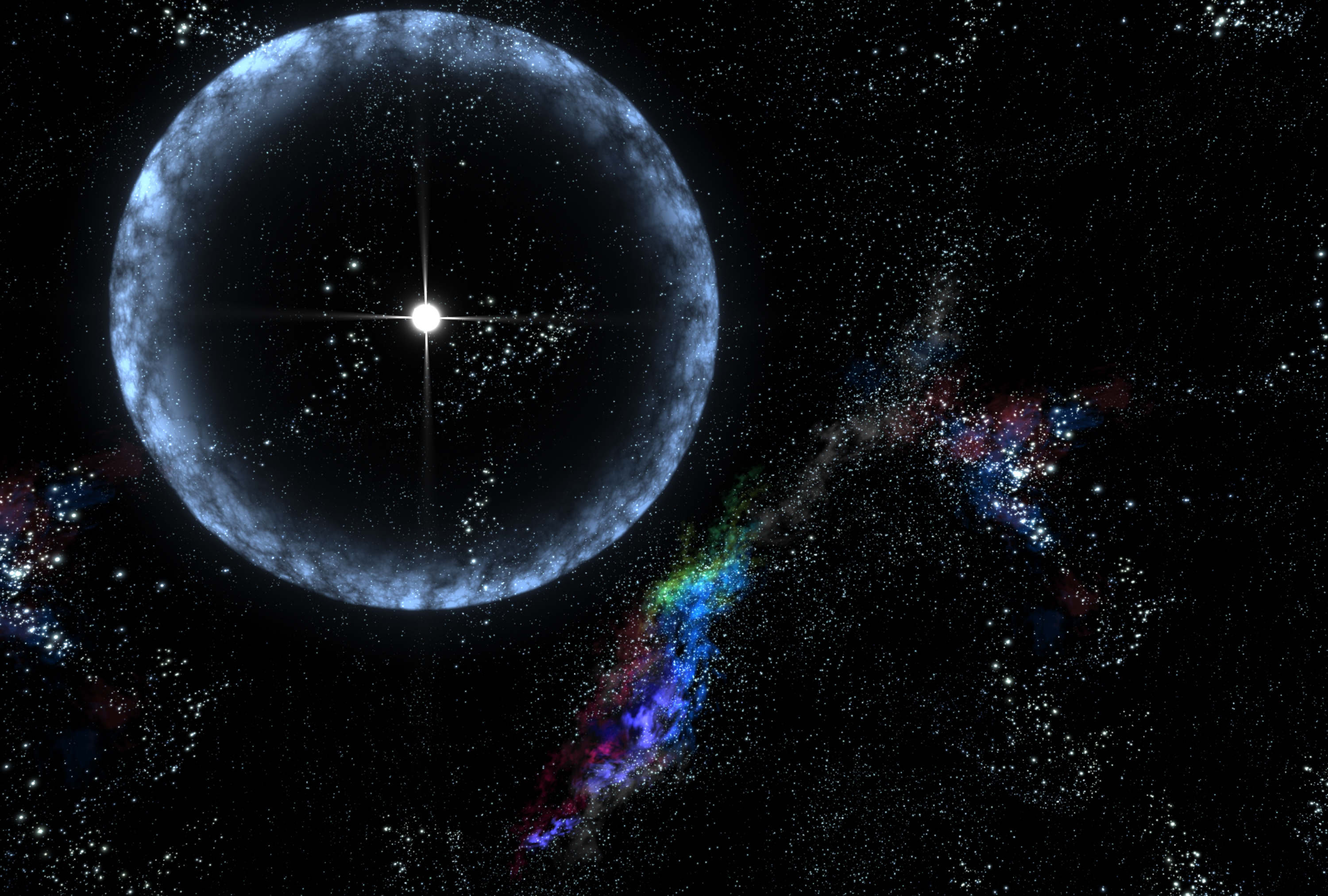
Künstlerische Darstellung von SGR 1806-20

Am 27. Dezember 2004 um 22:30:26 MEZ wurde ein spektakulärer Strahlungsausbruch (Superflare) des Soft Gamma Repeaters SGR 1806-20 beobachtet, der sich in Richtung des galaktischen Zentrums der Milchstraße in 50.000 Lichtjahren Abstand befindet. Die auf der Erde eintreffende Leistung von harter Gammastrahlung übertraf für etwa 0,1 s die des Vollmondes im sichtbaren Spektralbereich. Damit handelte es sich hinsichtlich der Strahlungsleistung um das hellste Objekt außerhalb des Sonnensystems, das jemals beobachtet wurde. Innerhalb von 0,1 s wurde soviel Energie abgestrahlt, wie die Sonne in 100.000 Jahren umsetzt. Diese Energie war etwa hundertmal stärker als die aller Magnetarausbrüche zusammen, die in der Milchstraße jemals beobachtet wurden. Nach etwa 0,2 s ging der Gamma-Blitz in weiche Gamma- und Röntgenstrahlung über. Hätte sich dieser Ausbruch in einem Abstand von 10 Lichtjahren ereignet, hätte er auf der Erde ein Massensterben oder Massenaussterben auslösen können.
Bei den großen Eruptionen werden auch quasi-periodische Oszillationen im Bereich der Röntgen- und Gammastrahlung mit Frequenzen im Bereich von 10 bis 1000 Hz beobachtet. Diese Oszillationen werden als seismische Schwingungen der Kruste des Neutronensterns interpretiert und können mit Hilfe der Asteroseismologie analysiert werden, um den Aufbau von Neutronensternen zu untersuchen. Damit kann die Zustandsgleichung von Materie unter den hohen Drücken im Inneren der entarteten Sterne bestimmt werden und eine verlässliche Obergrenze für die Masse der Neutronensterne abgeleitet werden.
Der etwa 30.000 Lichtjahre entfernte Neutronenstern SGR J1550-5418 ist mit einer Rotationsperiode von 2,07 s der am schnellsten rotierende zurzeit bekannte Magnetar. Er sendet zusätzlich in rascher Folge Gammastrahlungsblitze aus (es wurden mehr als einhundert Blitze in weniger als 20 Minuten registriert), wie Beobachtungen mit dem Fermi Gamma-ray Space Telescope zeigen. Beobachtungen mit dem Röntgenteleskop des Satelliten Swift zeigen außerdem, dass der Neutronenstern von kreisförmigen Strahlungsechos umgeben ist. Offenbar reflektiert Staub in seiner Umgebung einen Teil der Strahlung der Gammastrahlungsblitze.

### Andere Quellen für Strahlungsausbrüche, die nicht zum Magnetar-Modell passen
Es gibt mindestens zwei Quellen mit raschen Gammastrahlen-/Röntgenausbrüchen, deren Magnetfeld zu schwach für einen Magnetar ist. SGR 0418+5729 verfügt über ein Magnetfeld von nicht mehr als 7 · 108 T und zeigte während eines Ausbruchs Pulsationen mit einer Periode von 9,1 s. Auch die beobachtete Verlangsamung der Rotationsgeschwindigkeit von SGR 0418+5729 spricht für eine Magnetfeldstärke weit unterhalb der 1010 bis 1011 T, die bei der Definition eines Magnetars zu Grunde gelegt werden. Die ungewöhnliche Kombination von pulsierenden Gamma-/Röntgenausbrüchen und einem schwachen Magnetfeld könnten die Folge einer Akkretion aus einem zirkumstellaren Ring auf einen rotierenden Quarkstern sein. Auch bei SWIFT J1822.3−1606 liegt ein aus der Rotationsverlangsamung abgeleitetes Dipolfeld unterhalb der kritischen Felddichte. Aus der Röntgenstrahlung während der Abkühlung ist das Alter von Swift J1822.3−1606 auf 500.000 Jahre abgeschätzt worden.

### Kritik und alternative Modelle für die Strahlungsausbrüche
Die Interpretation des Ursprungs von SGRs und AXPs durch den Zerfall eines ultrastarken Magnetfeldes bei einem Neutronenstern, einem Magnetar, ist nicht ohne Kritik geblieben. Wenn die Strahlungsausbrüche von Magnetaren ausgehen würden, sollten folgende Beobachtungen gemacht werden:
- Es sollte permanente Radiostrahlung von den Soft Gamma Repeatern und AXPs nachgewiesen werden wegen der hohen Magnetfelddichte. Die Beobachtungen zeigen dagegen nur temporäre Ausbrüche von Radiostrahlung.
- Es sollte keine SGR mit Magnetfelddichten unterhalb von 7 · 108 T geben.
- Es sollte keine Pulsare mit Magnetfelddichten vergleichbar den Magnetaren ohne Anzeichen für die Strahlungsausbrüche der SGRs und AXPs geben. Genau dies ist jedoch beobachtet worden
- Der junge Radiopulsar PSR J1846-0258 mit einem Alter von 880 Jahren zeigt starke Ausbrüche im Bereich der Röntgenstrahlung und verhält sich wie AXP. Sein Verlust an Rotationsenergie deckt den Bedarf an abgestrahlter elektromagnetischer Strahlung.

Es gibt alternative Hypothesen, wonach die Strahlungsausbrüche das Ergebnis eines Quarksterns in Kombination mit einer Akkretionsscheibe sind, bzw. das Drift-Modell. Demnach entsteht die gepulste Strahlung nahe dem Lichtzylinder durch in Magnetfeldschlingen eingeschlossenes Plasma. In diesen Modellen ist kein Magnetar erforderlich, sondern ein schnell rotierender Neutronenstern mit einem Magnetfeld von um die 108 T. Auch massereiche Weiße Zwerge mit einem starken Magnetfeld und Massen von 1,4 Sonnenmassen könnten Ausbrüche, die den Magnetaren zugeschrieben werden, erzeugen. Aufgrund des größeren Radius der Weißen Zwerge im Vergleich zu Neutronensternen verfügen sie über mehr Drehimpuls, der aufgrund der Abkühlung des Weißen Zwergs beim Schrumpfen freigesetzt werden kann und die erforderliche Energie für die Strahlungsausbrüche zur Verfügung stellt.
Magnetare zeigen im Gegensatz zu allen anderen isolierten Neutronensternen auch sprunghafte Verlängerungen der Umlaufperiode. Ein solcher Periodensprung (Glitch) ist normalerweise eine sprunghafte Verkürzung der Rotationsdauer bei Pulsaren, die auf einen Transfer von Drehmoment aus dem Inneren des Neutronenstern auf seine Kruste interpretiert werden. Die sprunghaften Periodenverlängerungen der Magnetare (auch als Anti-Glitches bezeichnet), haben dagegen wahrscheinlich ihren Ursprung in der Magnetosphäre oder sind eine Folge von wind braking. Beide Hypothesen basieren auf der Beobachtung, dass die Anti-Glitches in einem zeitlichen Zusammenhang mit einem Strahlungsausbruch stehen.

## Magnetare in überleuchtkräftigen Supernovae
Eine kleine Gruppe von Supernovae strahlt ungefähr hundertmal mehr Energie ab als eine normale Supernova vom Typ I; sie erreichen sowohl eine höhere Maximalhelligkeit als auch eine breitere Lichtkurve und werden überleuchtkräftige Supernovae genannt. Für diese überhellen Eruptionen sind drei Hypothesen entwickelt worden:
- Eine intensive Wechselwirkung der Supernovahülle mit der zirkumstellaren Materie, die in einem vorherigen Stadium von dem Vorläuferstern abgeworfen wurde.
- Es entsteht mehr 56Ni in einer Paarinstabilitätssupernova, wobei der Zerfall dieser radioaktiven Isotope die späten Stadien der Lichtkurve bestimmt.
- Nach der Geburt eines Magnetars in der Supernova wird seine Rotationsgeschwindigkeit schnell abgebremst, die dabei freiwerdende Energie treibt die überleuchtkräftige Supernova.

Das Magnetar-Modell erklärt besser als die beiden anderen die häufig beobachtete asymmetrische Lichtkurve nahe dem Maximum und die Varianz der Maximalhelligkeiten.

## Magnetare als Quelle von Gammablitzen langer Dauer
Das Millisekundenmagnetar-Modell wird auch als mögliche Energiequelle für Gammablitze langer Dauer angesehen. Dabei kommt es zum gravitativen Kollaps eines massiven Sterns, aus dem ein Proto-Neutronenstern mit einer Rotationsdauer von ca. einer Millisekunde und einem starken Magnetfeld mit einer Magnetflussdichte von über 1011 T hervorgeht. Aus diesem kann innerhalb von 100 Sekunden eine Energie von 1045 J extrahiert werden. Sie tritt unter bestimmten Voraussetzungen entlang der Rotationsachse des Sterns aus und beschleunigt einen Jet auf relativistische Geschwindigkeiten. Sind solche Jets auf die Erde gerichtet, so werden sie hier als Gammablitze langer Dauer registriert. Der Magnetar kollabiert wahrscheinlich nach dem Überschreiten der Tolman-Oppenheimer-Volkoff-Grenze aufgrund rückfallender Materie innerhalb kurzer Zeit in ein Schwarzes Loch.

## Mögliche Vorläufer von Magnetaren
Möglicherweise entstehen Magnetare als Spätfolge eines Zusammenstoßes zweier massereicher Sterne. Tau Scorpii ist ein Kandidat für einen solchen potentiellen Vorläufer. Eine Forschergruppe konnte 2019 mit einer Simulation zeigen, dass die besonderen magnetischen Eigenschaften von Tau Scorpii tatsächlich auf so eine Verschmelzung zweier Sterne zurückzuführen sein könnten. Gemäß der Simulation führt die Kollision der Sterne zur Entstehung einer Akkretionsscheibe, welche den neu entstandenen Stern umkreist. Durch die hohe Geschwindigkeit der Teilchen in Stern und Akkretionsscheibe bilden sich starke Magnetfelder aus. Auf diese Art entstandene Magnetfelder können sich möglicherweise dermaßen lange halten, dass sie selbst nach einer Supernova erhalten blieben. Der entstandene Neutronenstern wäre dann ein Magnetar.

## Beispiele
- SGR 1900+14
- CXOU J164710.2-45516
- SGR 1806-20
- SGR 1550-5418